# Shoot to Thrill
Shoot to Thrill är den andra låten på hårdrockbandet AC/DC:s framgångsrika studioalbum Back in Black från 1980.
Låten, vars bluesriff huvudsakligen cirkulerar kring ackorden A, D och G, inleds med ett enkelt intro som leder in till första versen. Låtens komposition inkluderar ett udraget lugnt stycke efter tredje refrängen följt av ett avslutande solo, vilket gör den till det längsta spåret på albumet (5:18, tätt följt av Hells Bells med en spårlängd på 5:13) trots ett ganska högt tempo. Låten är därutöver den enda på albumet där sångaren Brian Johnson inte över huvud taget ackompanjeras av bakgrundssång från Malcolm Young och Cliff Williams.
I sångtexten vänder sig vokalisten till nedstämda kvinnor med budskapet om att han har förmågan och kunskapen som krävs för att sätta dem på rätt bana igen.